# Австралійський музей
Австралійський музей (англ. Australian Museum) — музей у місті Сідней (штат Новий Південний Уельс, Австралія). Розташований у центрі міста біля Гайд-парку.
Австралійський музей є найстарішим музеєм Австралії і має високу міжнародну репутацію в області природничої історії і антропології. З самого початку музей створювався за сучасною європейською моделлю і має колекції хребетних і безхребетних тварин, а також мінералогічні, палеонтологічні та антропологічні колекції. Крім організації виставок, музей також займається науково-дослідницькою роботою.
Музей міститься на розі Вільям-стріт і Коледж-стріт, і спочатку був відомий як Колоніальний музей або Музей Сіднея. У червні 1836 року перейменований в «Австралійський музей».

## Історія
Перший публічний музей Австралії був заснований у Сіднеї 1827 року з метою демонстрації публіці рідкісних і цікавих зразків природничої історії. Першим хранителем нового музею, розташованого спочатку в старій будівлі поштового відділення на Macquarie Place, став у 1829 році Вільям Холмс.
Офіційне відкриття музею відбулося лише 1836 року. Тоді колекції розташовувалися в декількох будівлях. У сучасне ж приміщення, побудоване спеціально для його потреб за проектом архітектора Мортімера Льюїса, музей переїхав 1857 року. З тих пір архітектура і інфраструктура будівлі кілька разів змінювалася. Щоб розмістити нові колекції музею, 1868 року архітектор Джеймс Барнет прибудував до музею західне крило в неокласичному стилі. 1890 року північне крило було надбудовано на один поверх, що зробило будівлю більш гармонійною. 2008 року було збудовано додаткове крило для збереження наукових колекцій.

## Колекції
Свого часу більшість історичних колекцій музею були передані в Музей прикладного мистецтва і науки і в Бібліотеку Мітчелла. Сьогодні в Австралійському музеї знаходяться понад 18 мільйонів культурних і наукових об'єктів, згрупованих в відділи антропології, зоології (в тому числі велика колекція птахів і комах), палеонтології, нумізматики і три мінералогічні колекції (планета мінералів, колекція мінералів Чепмена, метеорити і дорогоцінне каміння). 
В музеї також можна познайомитися з колекціями предметів культури аборигенних племен Австралії і островів Торресової протоки, жителів Полінезії, Мікронезії, Папуа-Нової Гвінеї, Вануату, Соломонових Островів, Азії, Африки, Америки.

## Галерея

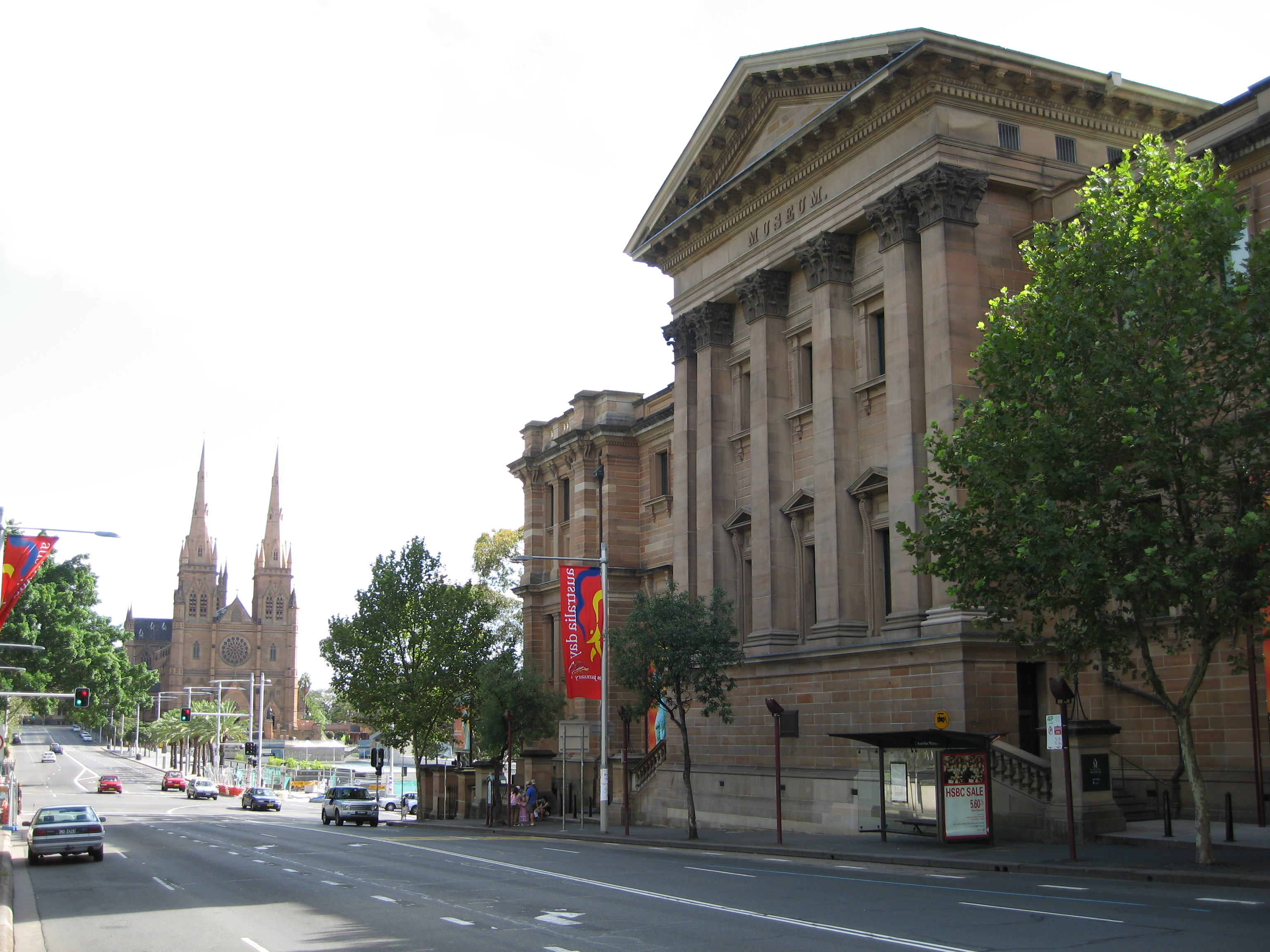
Австралійський музей з боку Коледж-стріт.
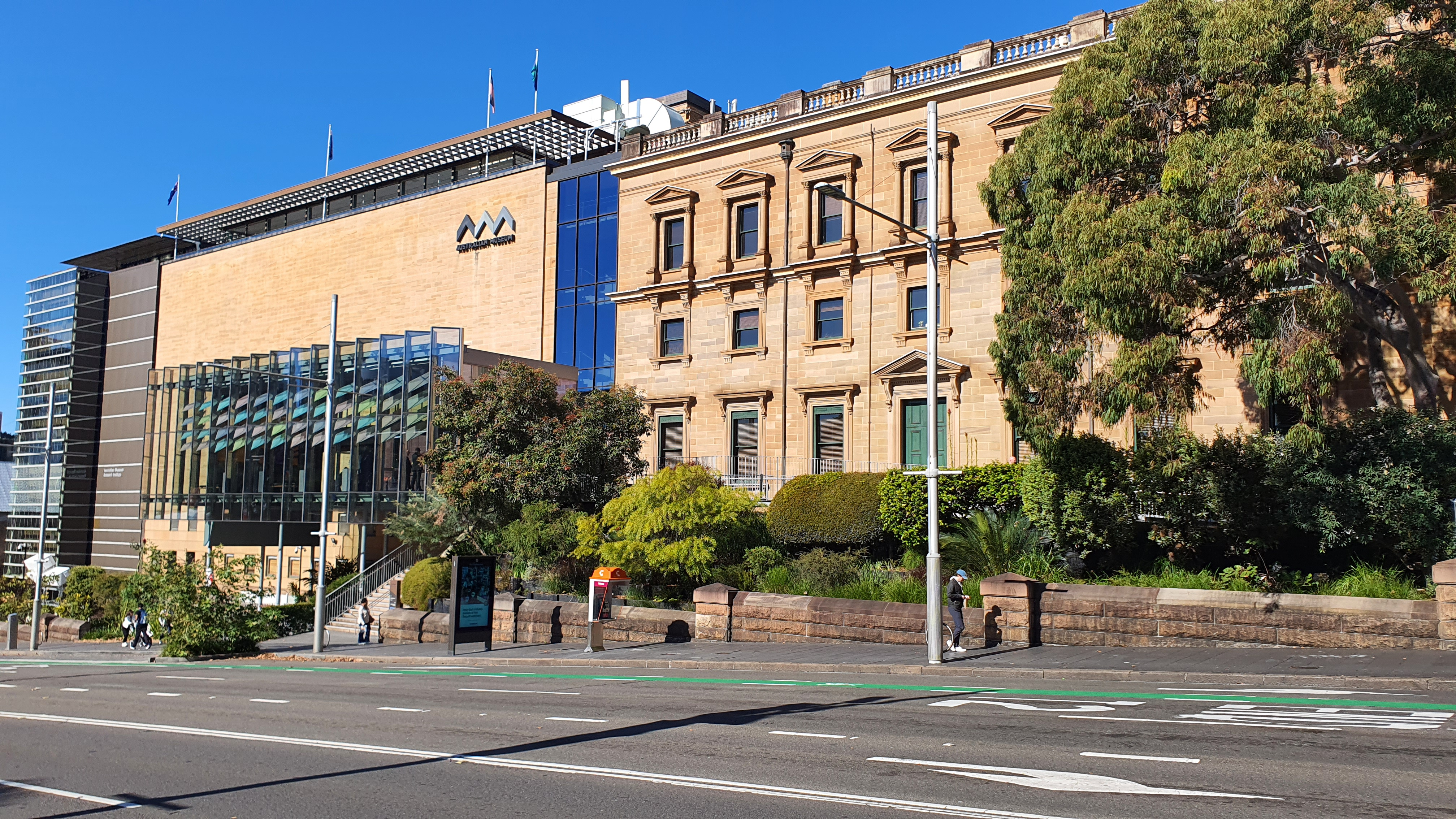
Австралійський музей з боку Вільям-стріт.
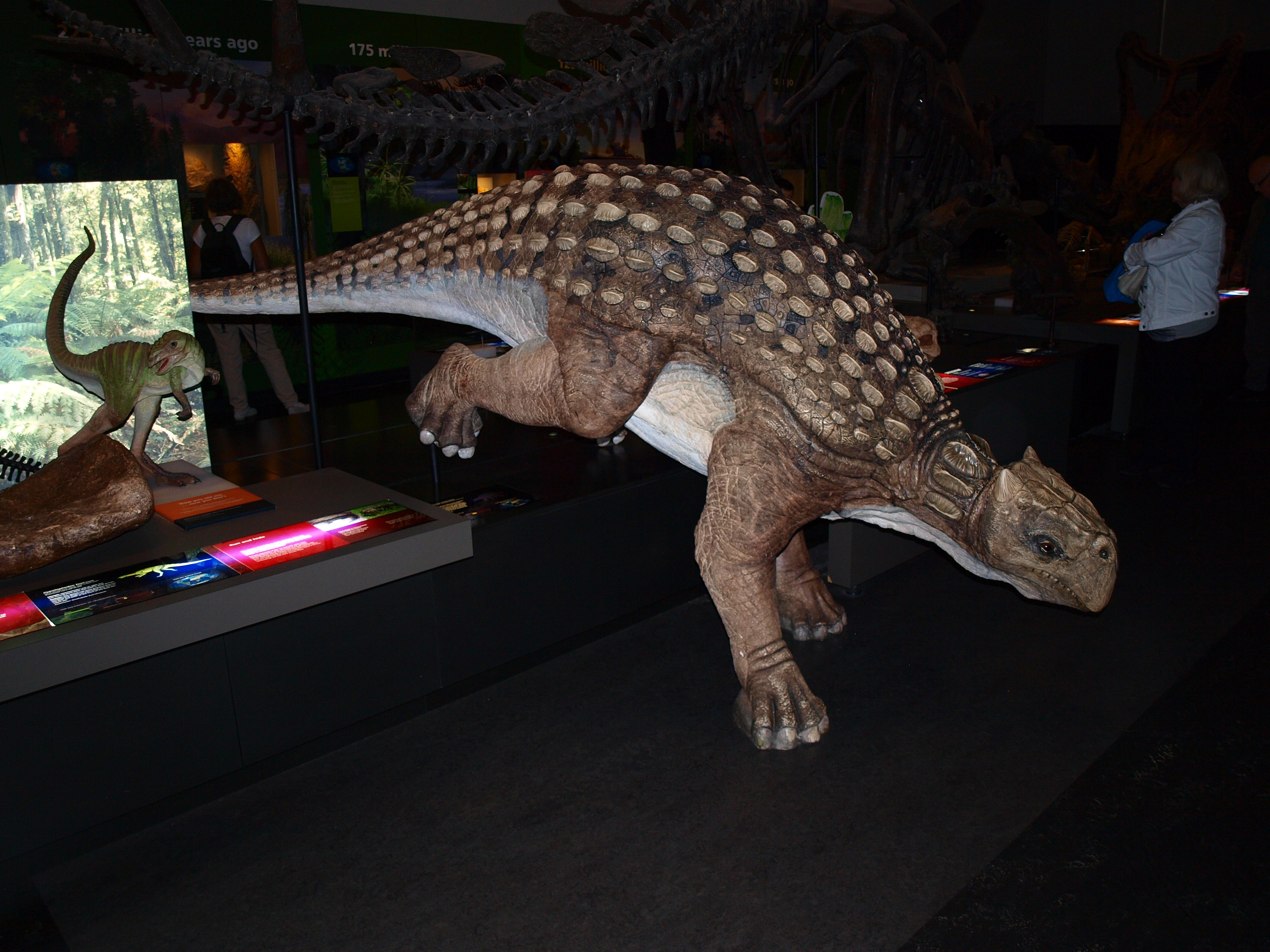
У залах музею.
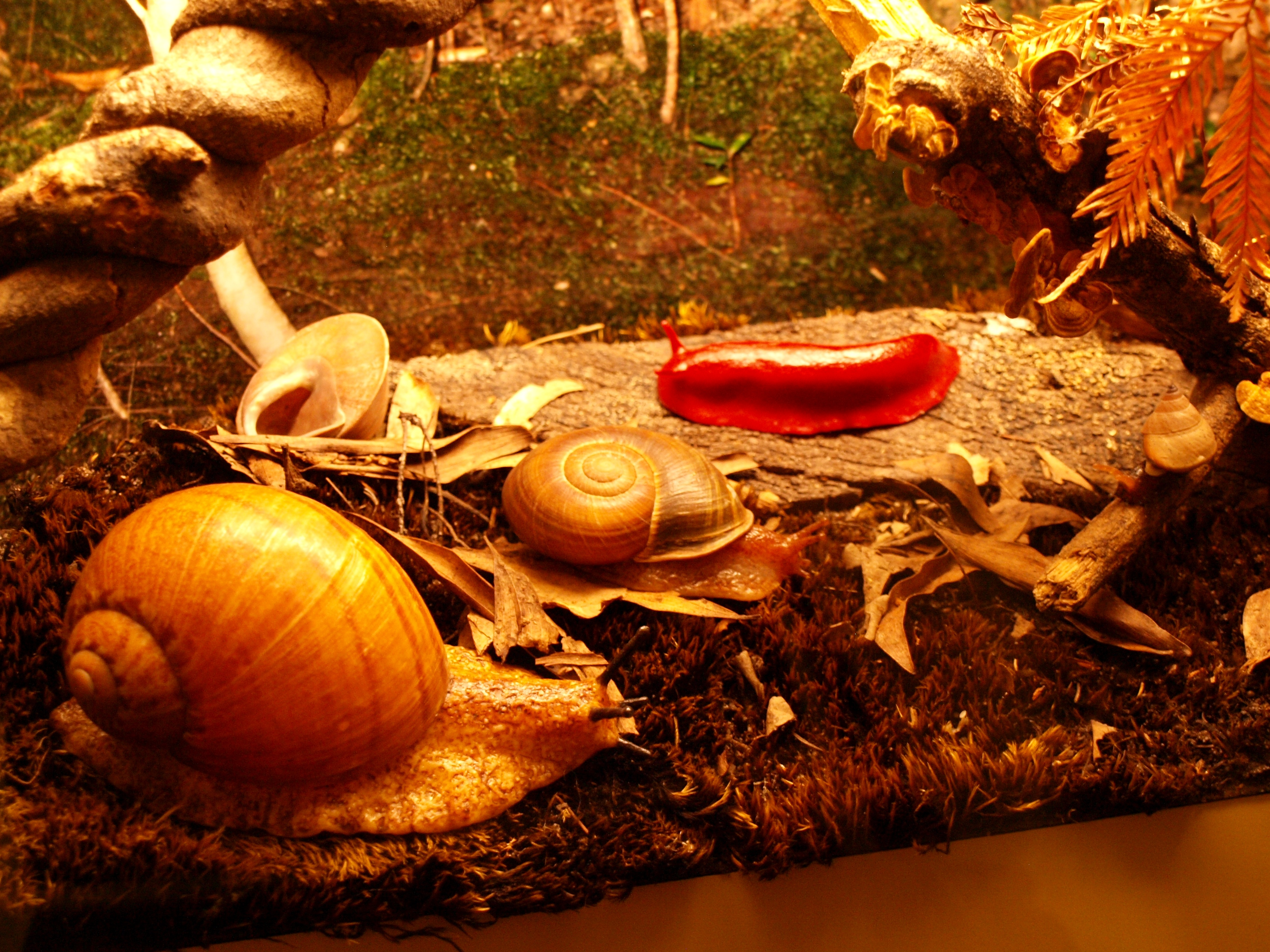
Равлики.
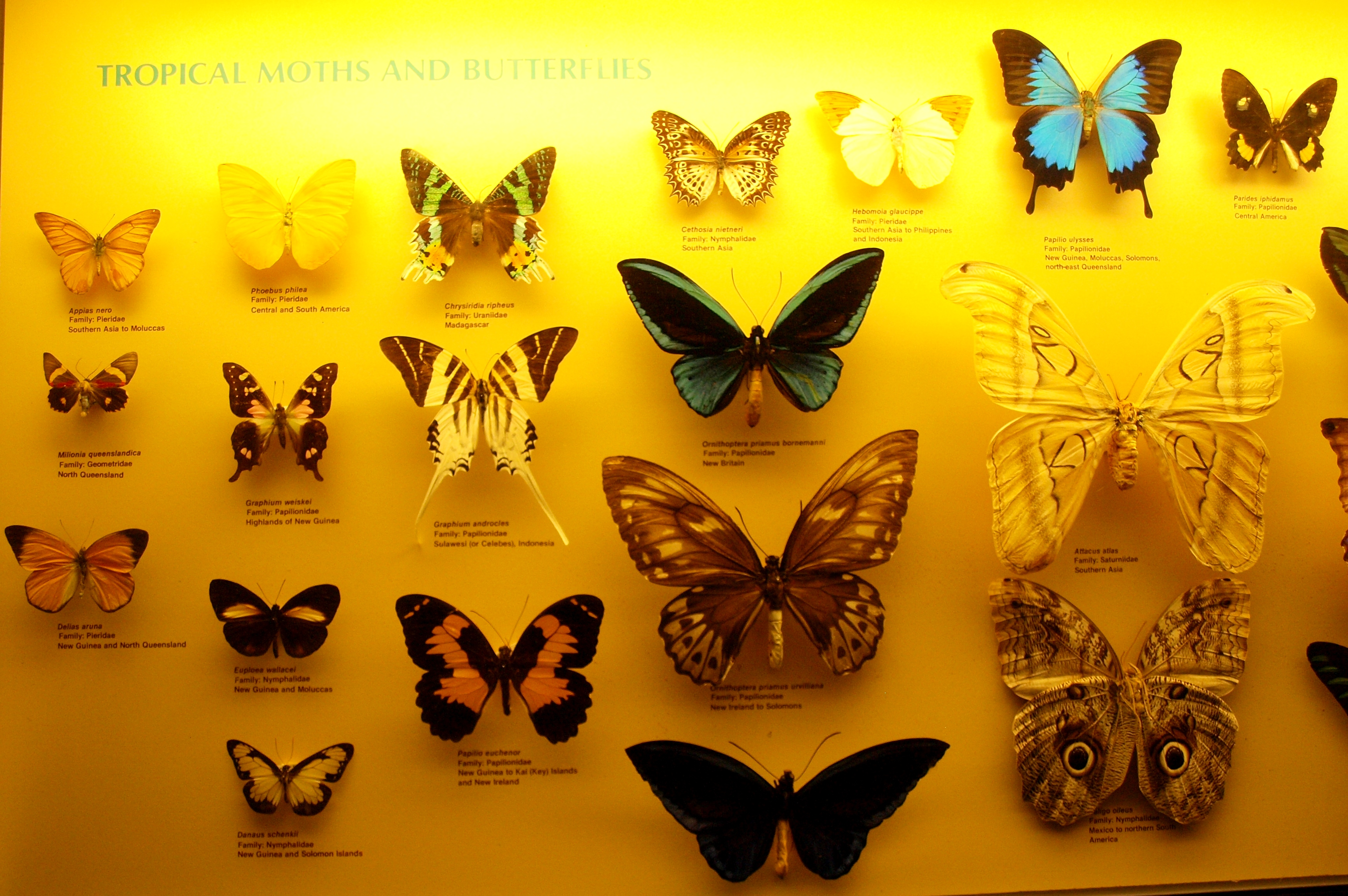
Колекція метеликів
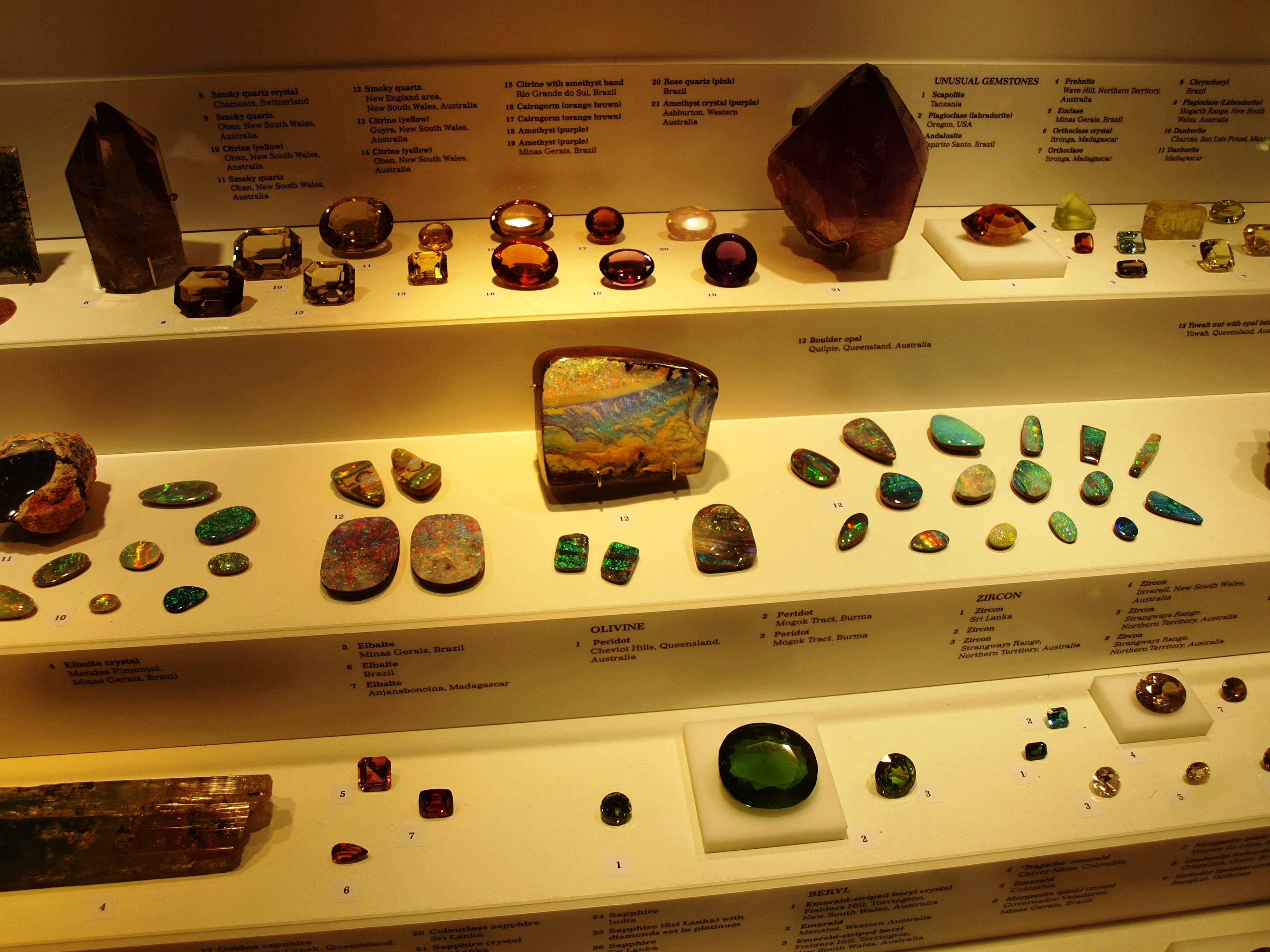
Один зі стендів мінералогічної колекції.
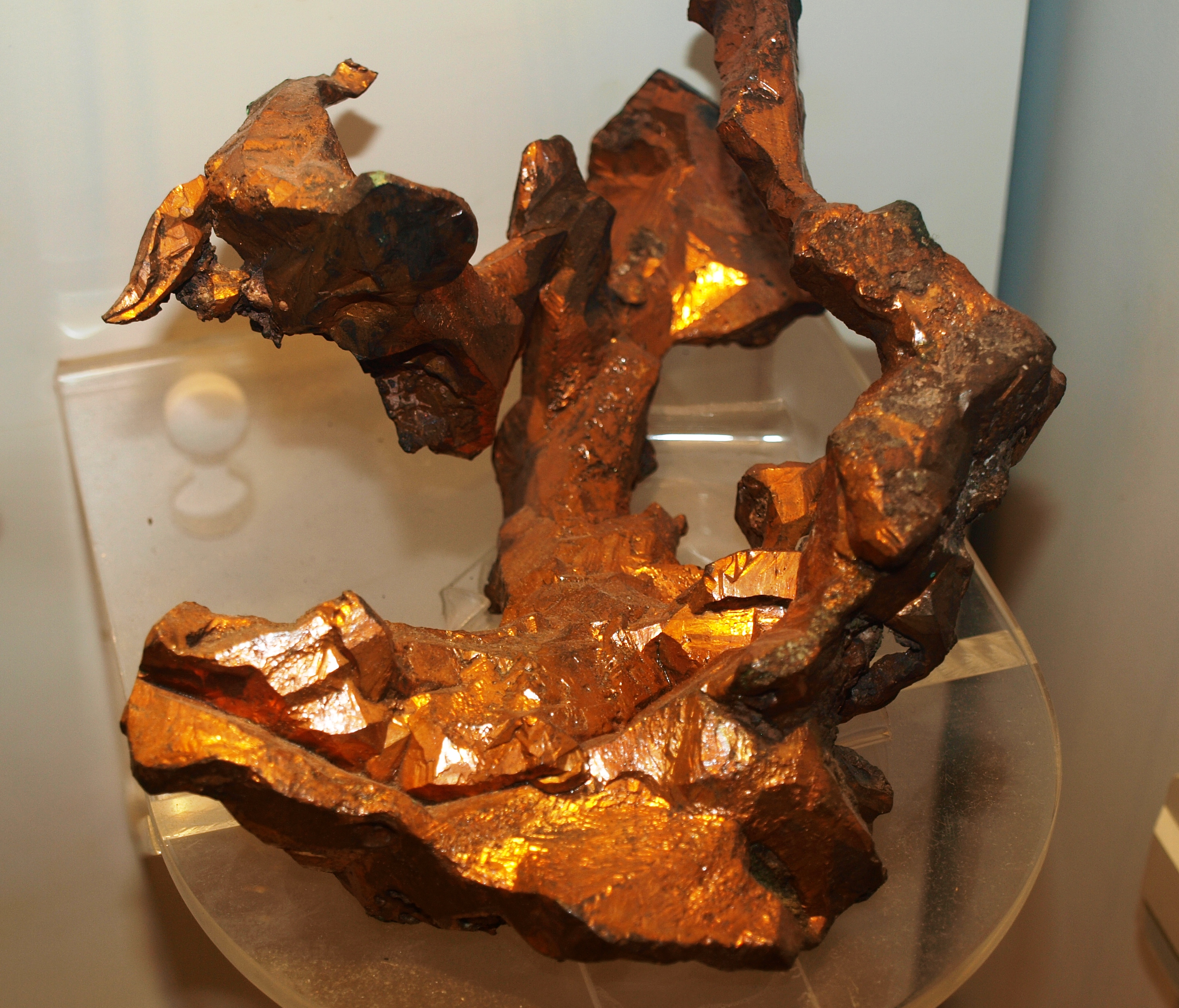
Самородна мідь
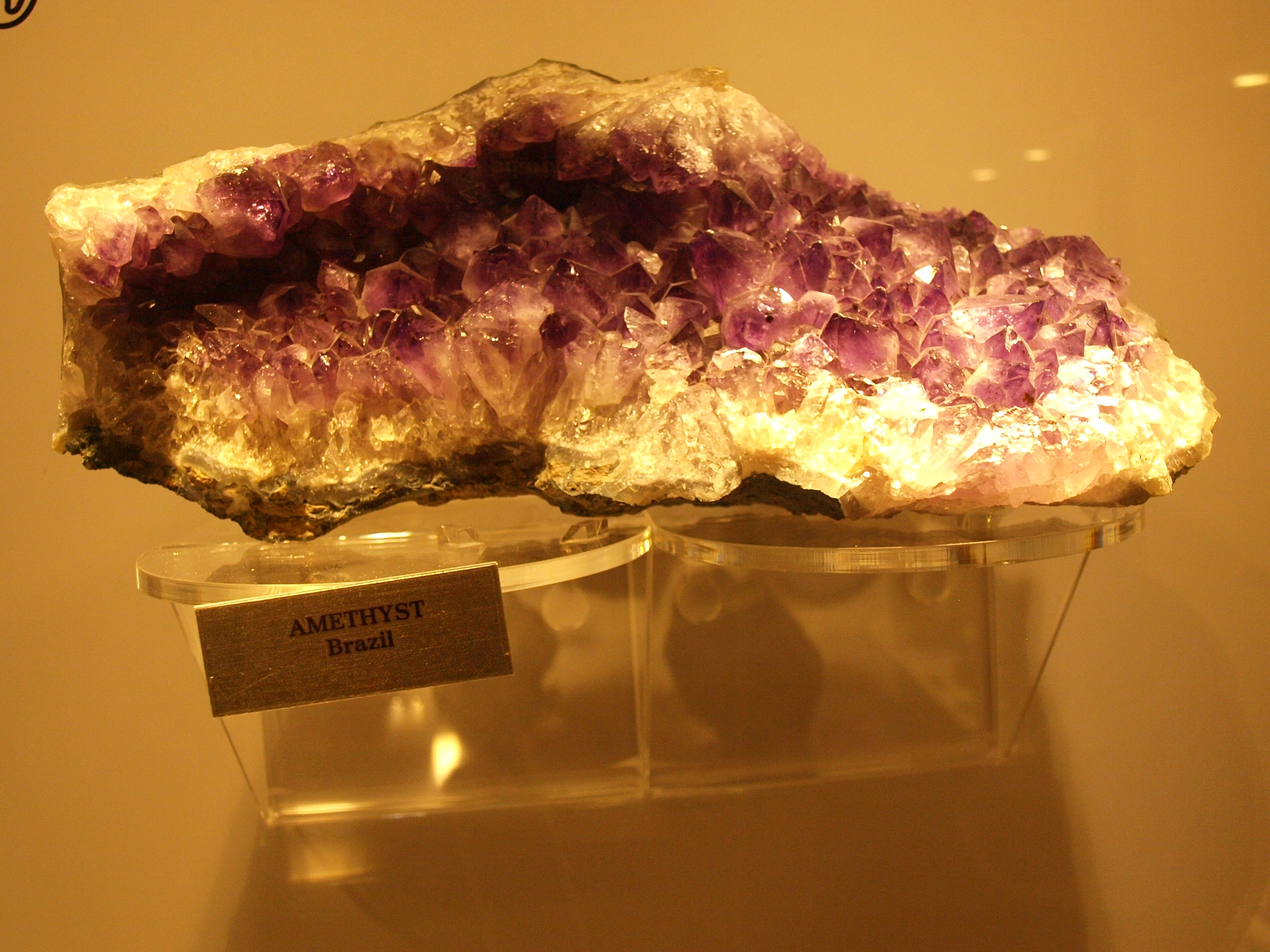
Бразильський аметист.
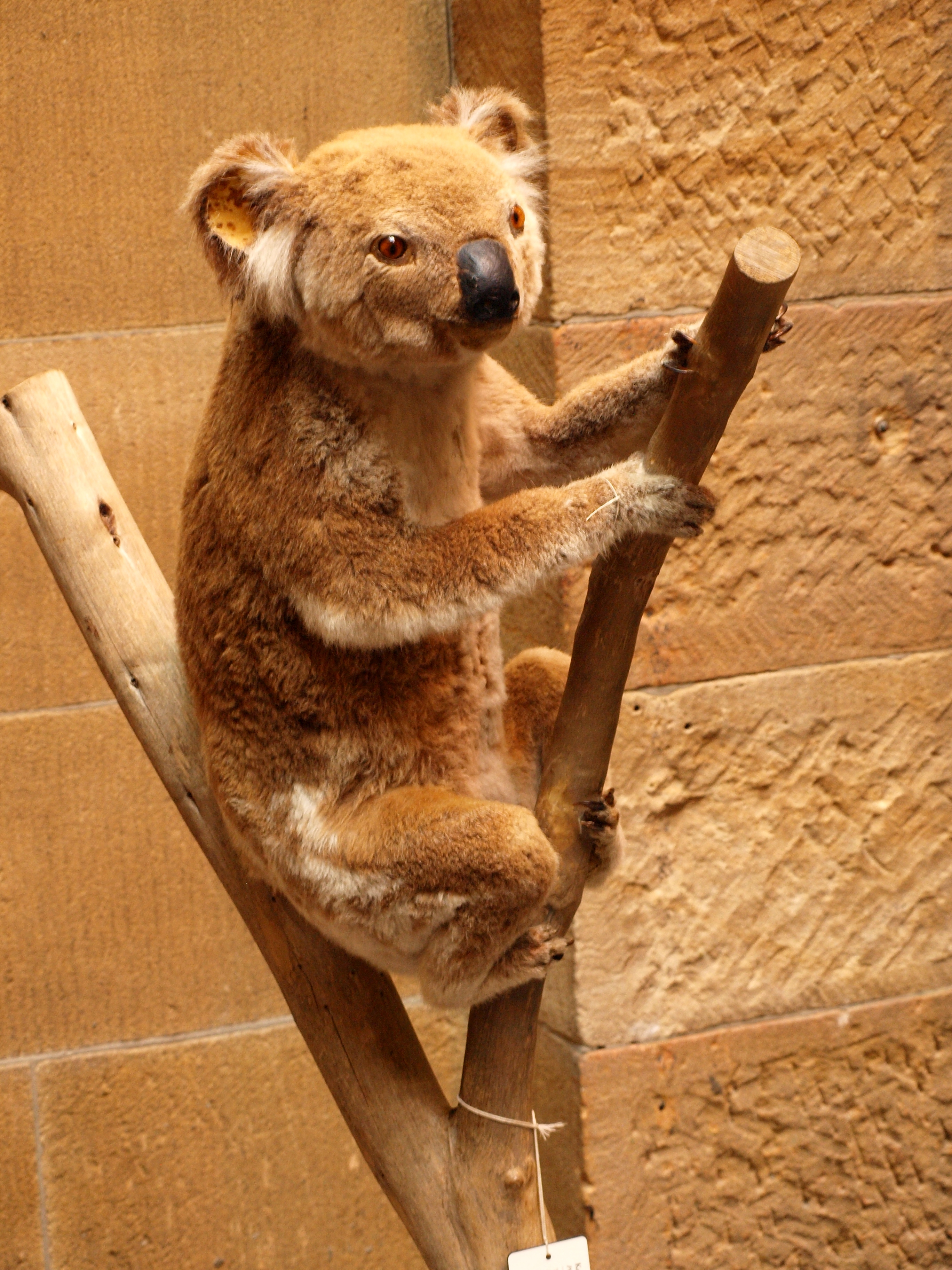
Коала.
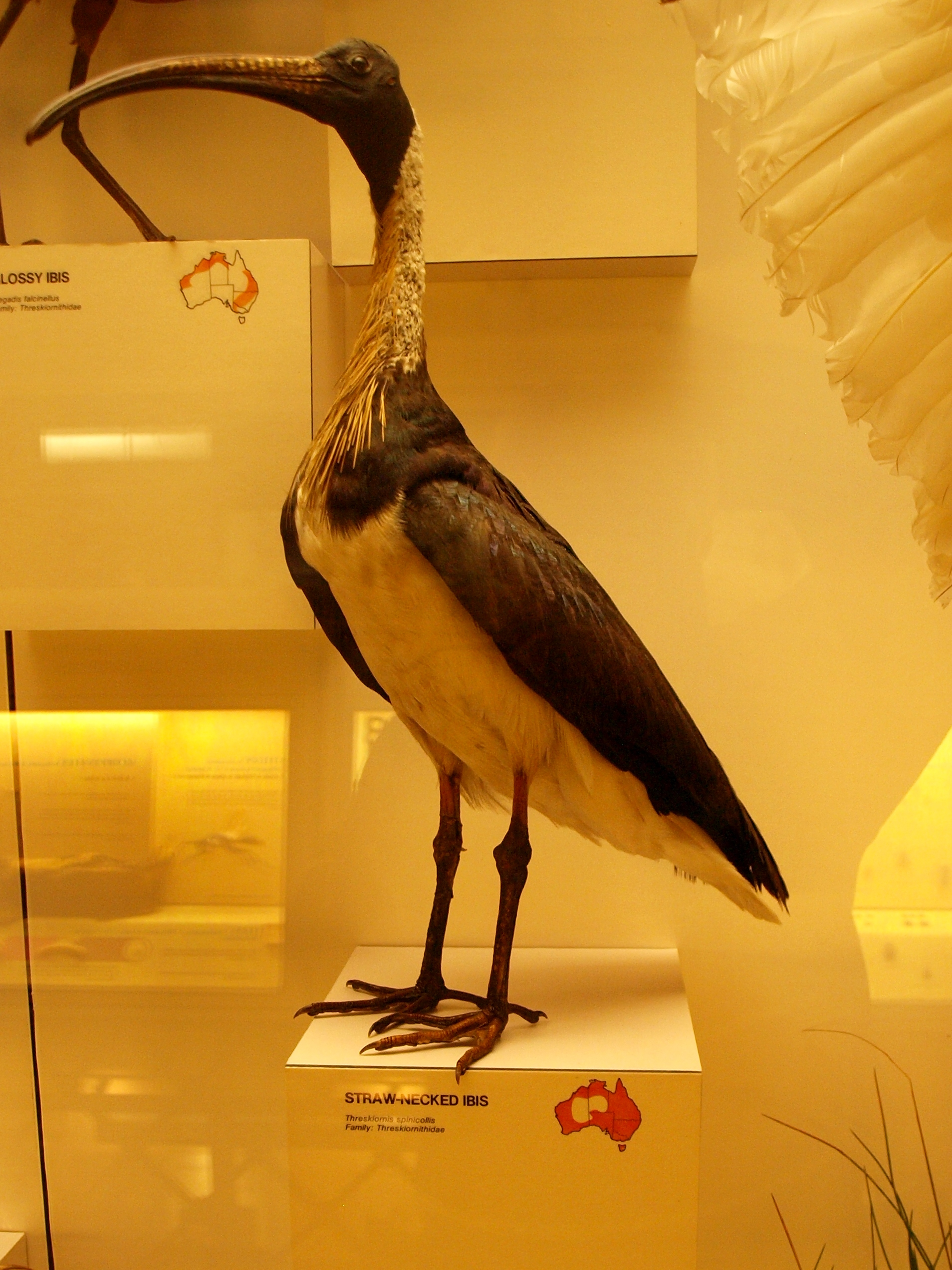
Threskiornis spinicollis (Австралійський ібіс).
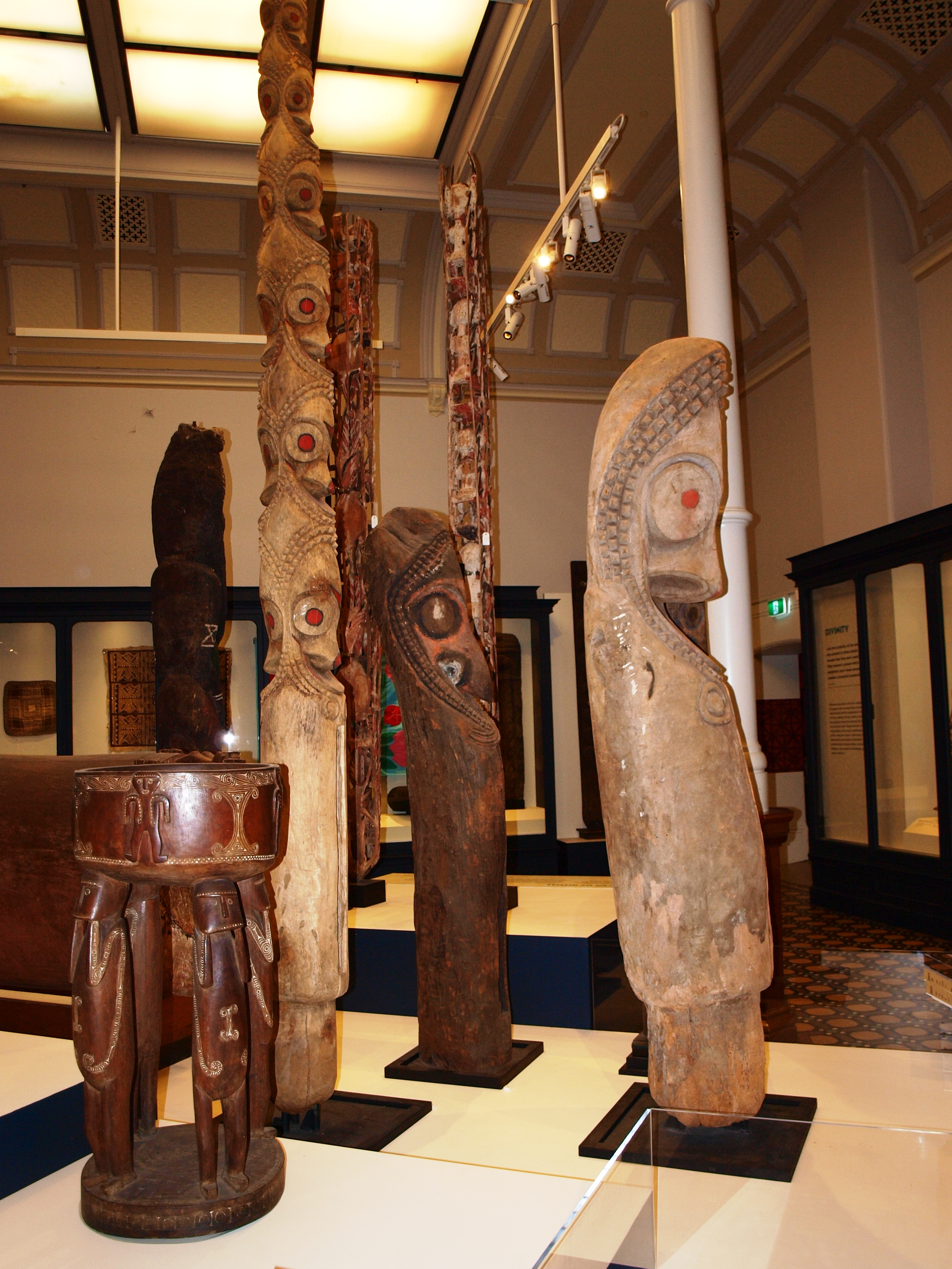
Мистецтво аборігенів.
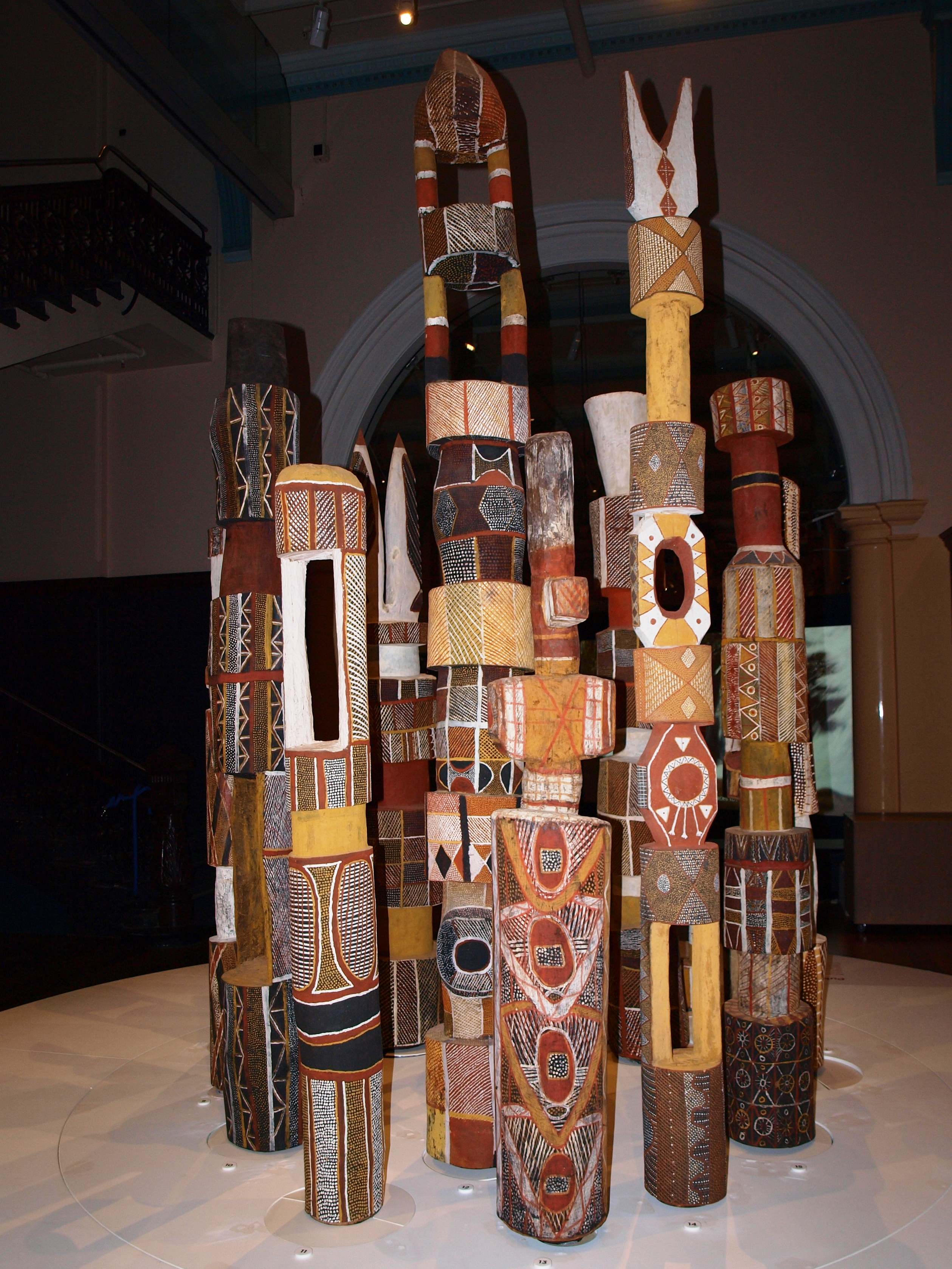